# Svinjarevo (gmina Žabari)
Svinjarevo (cyr. Свињарево) – wieś w Serbii, w okręgu braniczewskim, w gminie Žabari. W 2011 roku liczyła 192 mieszkańców.